# Phylidorea kuwayamai
Phylidorea kuwayamai là một loài ruồi trong họ Limoniidae. Chúng phân bố ở miền Cổ bắc.